# Nina Berton
Nina Berton (Kehlen, 3 agosto 2001) è una ciclista su strada, ciclocrossista e mountain biker lussemburghese che corre per il team EF Education-Oatly. È attiva in formazioni UCI dal 2021.

## Palmarès

### Strada
- 2018 (Juniores)

Campionati lussemburghesi, Prova a cronometro Junior
Campionati lussemburghesi, Prova in linea Junior
- 2019 (Juniores)

Campionati lussemburghesi, Prova a cronometro Junior
Campionati lussemburghesi, Prova in linea Junior
- 2021 (Andy Schleck-CP NVST-Immo Losch, due vittorie)

Campionati lussemburghesi, Prova a cronometro Under-23
Campionati lussemburghesi, Prova in linea Under-23
- 2022 (Andy Schleck-CP NVST-Immo Losch, due vittorie)

Campionati lussemburghesi, Prova a cronometro Under-23
Campionati lussemburghesi, Prova in linea Under-23
- 2023 (Ceratizit-WNT Pro Cycling Team, una vittoria)

Campionati lussemburghesi, Prova a cronometro Under-23

#### Altri successi
- 2023 (Ceratizit-WNT Pro Cycling Team)

Classifica scalatori Tour de Normandie femminile
Classifica scalatori Festival Elsy Jacobs

### Cross
- 2019-2020

Campionati lussemburghesi, Under-23

### Mountain bike
- 2020

Campionati lussemburghesi, Cross country Under-23
- 2021

Campionati lussemburghesi, Cross country Under-23

## Piazzamenti

### Grandi Giri
- Tour de France

2023: 83ª
2024: 98ª

### Competizioni mondiali
- Campionati del mondo su strada

Innsbruck 2018 - In linea Junior: 90ª
Yorkshire 2019 - Cronometro Junior: 38ª
Yorkshire 2019 - In linea Junior: 30ª
Imola 2020 - In linea Elite: ritirata
Fiandre 2021 - In linea Elite: 116ª
Wollongong 2022 - In linea Elite: 73ª
Wollongong 2022 - In linea Under-23: 18ª
Glasgow 2023 - Cronometro Elite: 49ª
Glasgow 2023 - In linea Elite: ritirata
Zurigo 2024 - In linea Elite: 71ª

### Competizioni europee
- Campionati europei su strada

Brno 2018 - Cronometro Junior: 37ª
Zlín 2018 - In linea Junior: ritirata
Alkmaar 2019 - Cronometro Junior: 35ª
Alkmaar 2019 - In linea Junior: 63ª
Plouay 2020 - In linea Under-23: 44ª
Trento 2021 - In linea Under-23: ritirata
Anadia 2022 - In linea Under-23: 26ª
Drenthe 2023 - In linea Under-23: 33ª
Limburgo 2024 - In linea Elite: 33ª